# Federación Venezolana de Agencias Publicitarias

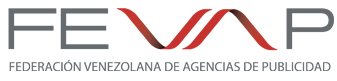
Logo de Federación Venezolana de Agencias Publicitarias

La Federación Venezolana de Agencias Publicitarias (FEVAP) es una organización gremial de Venezuela que agrupa a las  agencias publicitarias de ese país. Fue fundada en la década de 1950 en Caracas y manifiestan actuar como promotores y defensores de la actividad publicitaria y comunicacional de Venezuela. Entre sus objetivos está el velar por la competencia legítima, la libre empresa, el establecimiento de códigos de ética y en general el sostenimiento de la actividad publicitaria.
Entre los agremiados se encuentran agencias publicitarias y empresa de medios, especialistas en internet, BTL, diseño y mercadeo en Venezuela.
Desde 1998 en conjunto con la Asociación Nacional de Anunciantes comenzó a auditar las mediciones de medios realizadas por AGB Nielsen, constituyéndose el Comité Certificador de Medios ANDA-FEVAP cuyo objetivo es certificar las cifras de circulación de los medios impresos y la audiencia de medios audiovisuales en Venezuela.